# Bodaträsket, Västerbotten
Bodaträsket är en sjö i Skellefteå kommun i Västerbotten och ingår i Bureälvens huvudavrinningsområde. Sjön har en area på 6,77 kvadratkilometer och ligger 31 meter över havet. Sjön avvattnas av vattendraget Bureälven. Vid provfiske har bland annat abborre, braxen, gädda, gers och gös fångats i sjön.

## Delavrinningsområde
Bodaträsket ingår i det delavrinningsområde (718153-175227) som SMHI kallar för Utloppet av Bodaträsket. Medelhöjden är 50 meter över havet och ytan är 29,55 kvadratkilometer. Räknas de 110 avrinningsområdena uppströms in blir den ackumulerade arean 1 028,03 kvadratkilometer. Avrinningsområdets utflöde Bureälven mynnar i havet. Avrinningsområdet består mestadels av skog (61 procent). Avrinningsområdet har 6,83 kvadratkilometer vattenytor vilket ger det en sjöprocent på 23,1 procent.

## Fisk
Vid provfiske har följande fisk fångats i sjön:
- Abborre
- Braxen
- Gärs
- Gös
- Löja
- Mört
- Nors
- Siklöja